# (6449) Kudara
(6449) Kudara est un astéroïde de la ceinture principale.

## Description
(6449) Kudara est un astéroïde de la ceinture principale. Il fut découvert le 7 février 1991 à Geisei par Tsutomu Seki. Il présente une orbite caractérisée par un demi-grand axe de 2,32 UA, une excentricité de 0,14 et une inclinaison de 2,5° par rapport à l'écliptique.

## Compléments